# Selbstaufwertung
Selbstaufwertung ist eine Art der Motivation, die darauf abzielt, das Selbstwertgefühl und das Selbstvertrauen einer Person zu steigern. Dieses Motiv kommt vor allem in Situationen des Versagens oder der Bedrohung zum Ausdruck. Selbstaufwertung beinhaltet eine Präferenz zu positiven statt negativen Selbstansichten. Sie ist eines der vier Selbsteinschätzungsmotive neben Selbstevaluation mit Selbsteinschätzung (der Antrieb für ein akkurates Selbstkonzept) und Selbstverifikation (der Antrieb für ein kongruentes Selbstkonzept mit der eigenen Identität). Selbstaufwertungsmotive treiben den Prozess der Selbstregulation, also wie Menschen ihre Handlungen kontrollieren und ausrichten.
Es gibt eine Vielzahl von Strategien, die benutzt werden können, um das eigene Selbstwertgefühl zu verbessern. Zum Beispiel können Fertigkeiten, die man selbst nicht oder nur schlecht beherrscht, kleingeredet werden oder man kritisiert andere Menschen, um im Vergleich besser zu wirken. Diese Strategien sind insofern erfolgreich, dass Menschen glauben, sie hätten mehr positive und weniger negative Eigenschaften als andere. Obwohl Selbstaufwertung sowohl bei Menschen mit niedrigem als auch mit hohem Selbstwertgefühl gesehen werden kann, verwenden beide Gruppen unterschiedliche Strategien. Menschen, die bereits ein hohes Selbstwertgefühl besitzen, werten dieses direkt weiter auf, indem sie neue Informationen voreingenommen bzw. verzerrt verarbeiten. Menschen mit einem niedrigen Selbstwertgefühl benutzen 'indirekte' Strategien, indem sie z. B. Situationen vermeiden, in denen ihre negativen Eigenschaften bemerkbar wären.
Es gibt Kontroversen, ob Selbstaufwertung vorteilhaft für das Individuum sind und ob Selbstaufwertung kulturell universell oder lediglich speziell für den westlichen Individualismus sind.

## Stufen
Selbstaufwertung kann in vielen verschiedenen Situation und Erscheinungsformen auftreten. Den üblichen Motiven für Selbstaufwertung können mehrere Erklärungen zugrunde liegen, jedes davon tritt entsprechend der vorliegenden Situation mehr oder weniger zum Vorschein.
Die Erklärungen für Selbstaufwertungsmotive können in verschiedenen Kombinationen auftreten. Selbstaufwertung kann als zugrundeliegendes Motiv oder als Charakterzug ohne feststellbaren Effekt auftreten.
Die vier Stufen der Selbstaufwertungsmanifestation, wie sie von Sedikides & Gregg (2008) definiert wurden.

## Dimensionen
Sowohl die Auswirkungen als auch die Arten der Selbstaufwertung unterscheiden sich in mehreren Dimensionen.

### Selbstförderung vs. Selbstschutz
Selbstaufwertung kann sowohl bei Selbstförderung als auch bei Selbstschutz auftreten. Also indem die Positivität des  Selbstkonzepts aufgewertet wird oder indem die Negativität des Selbstkonzepts reduziert wird. Selbstschutz scheint das stärkere der beiden Motive zu sein, da die Vermeidung von Negativem wichtiger als die Förderung von Positiven ist. Jedoch, wie mit allen Motivationen, gibt es Unterschiede zwischen den Individuen. Zum Beispiel scheinen Menschen mit höherem Selbstwertgefühl Selbstförderung zu bevorzugen, während Menschen mit niedrigem Selbstwertgefühl zu Selbstschutz neigen. Dies zeigt die damit verbundenen Risiken auf; sich nicht gegen Negatives zugunsten von Selbstförderung zu wehren, bietet Potential für Verluste, wogegen man durch Selbstschutz zwar nichts direkt gewinnt, aber auch nicht die Negativität erleidet bzw. über sich ergehen lässt. Menschen mit hohem Selbstwertgefühl tendieren dazu, größere Risiken einzugehen, und entscheiden sich für die riskantere Strategie der Selbstförderung, wogegen Menschen mit weniger Selbstwertgefühl und Risikobereitschaft sich durch Selbstschutz absichern.

### Öffentlich vs. privat
Selbstaufwertung kann sowohl im Privaten als auch im Öffentlichen auftreten. Öffentliche Selbstaufwertung ist offensichtliche positive Selbstpräsentation, wogegen sie im privaten nur für das Individuum bemerkbar ist. Die Anwesenheit von anderen Personen kann die Selbstaufwertung bestärken oder hemmen. Während Selbstaufwertung nicht immer im öffentlichen stattfindet, wird es dennoch durch das soziale Umfeld beeinflusst, z. B. durch soziale Vergleiche.

### Zentral vs. peripher
Potentielle Gebiete der Selbstaufwertung unterscheiden sich in der Hinsicht, ob sie wichtig oder zentral für eine Person sind. Selbstaufwertung tritt mehr in Bereichen auf, die der Person am wichtigsten erscheinen, und weniger in peripheren bzw. weniger wichtigen Bereichen.

### Aufrichtig vs. taktisch
Selbstaufwertung kann entweder aufrichtig oder taktisch auftreten. Aufrichtige Selbstaufwertung dient dem Zweck der sofortigen Befriedigung, wogegen taktische Selbstaufwertung potentiell zu größerem Nutzen durch verzögerte Befriedigung führt.
Taktische Selbstaufwertung wird oft gegenüber aufrichtiger Selbstaufwertung bevorzugt, da offene Selbstaufwertung als sozial anstößig bei Anwesenden wahrgenommen wird. Narzissmus ist eine Veranschaulichung von extremer aufrichtiger Selbstaufwertung.

## Arten
Selbstaufwertung tritt nicht wahllos auf. Oft geschieht dies systematisch und kann in unzähligen Erscheinungsformen auftreten, um die Selbstwahrnehmung zu steigern. Es ist wichtig hervorzuheben, dass Selbstaufwertung normalerweise von einem selbst nicht wahrgenommen wird. Bewusstes Wahrnehmen der Selbstaufwertung würde die Fassade hervorheben, die wir zu kreieren versuchen und aufdecken, dass wir uns selbst besser wahrnehmen als wir es tatsächlich sind.

### Neigung zur selbstvorteilhaften Attribution
Selbstaufwertung kann auch die kausalen Erklärungen von sozialen Ergebnissen beeinflussen. Menschen neigen dazu, eine vorteilhafte Selbstattribution aufzuweisen, also positive Ergebnisse sich selbst zuzuschreiben und negative Ergebnisse anderen Faktoren, welche nicht kontrollierbar sind wie z. B. Glück oder Umstände. Kurzgefasst erheben Menschen Anspruch auf ihren Erfolg, aber leugnen Verantwortung für ihre Fehler. Die selbstvorteilhafte Attribution ist sehr robust, sie tritt im öffentlichen als auch im privaten auf, selbst wenn es Anregungen für Ehrlichkeit gibt. Menschen manifestieren am häufigsten eine selbstvorteilhafte Attribution, wenn sie den Ursprung von Ereignissen erklären, bei welchen sie selbst einen Anteil haben.
Erklärungen für moralische Überschreitungen folgen einem ähnlichen selbstdienenden Muster, genauso wie Erklärungen für Gruppenverhalten. Der ultimative Attributionsfehler ist die Tendenz, negative Taten der Fremdgruppe und positive Taten der Eigengruppe zuzuschreiben, da dies 'in deren Natur liegt'. Also aufgrund ihrer Wesensart und nicht als Produkt von externen Faktoren. Dies reflektiert die Handlung zum selbstvorteilhaften Vorurteil gebrochen durch soziale Identifikation.

### Selektivität

#### Selektives Gedächtnis
Menschen werten sich manchmal auf, indem sie sich selektiv an ihre Stärken statt ihre Schwächen erinnern. Dieses Muster von selektivem Vergessen wurde bereits als mnemische Vernachlässigung beschrieben. Mnemische Vernachlässigung betrifft Verzerrungen der Verarbeitung von Informationen bei Abspeicherung, Wieder- oder Beibehaltung.
- Verzerrungen beim Abspeichern treten via selektiver Aufmerksamkeit und selektiver Exposition auf.
- Verzerrungen beim Wieder- und Beibehalten treten via selektivem Abruf auf.

Durch die Charakteristiken von bestimmten Verhalten oder Charakterzügen kann mnemische Vernachlässigung betont oder vermindert werden. Beispielsweise erinnerten sich Teilnehmer einer Studie, nachdem sie ein falsches Feedback bekamen, öfter an positive statt negative Verhalten. Dies aber nur, wenn das Verhalten sich auf zentrale, nicht periphere Charakterzüge bezog und wenn das Feedback den Teilnehmer, nicht aber die anderen betraf. Ähnliche Resultate treten zum Vorschein, wenn die wiederaufzurufende Information persönliche Charakterzüge, Beziehungsfördernde bzw. hemmende Verhalten, Häufigkeit von sozialen Aktivitäten und autobiographische Erinnerungen betrifft.

#### Selektive Akzeptanz und Widerlegung
Selektive Akzeptanz nimmt schmeichelhafte oder aufwertende Information als Fakt, mit wenig Rücksicht auf deren Stichhaltigkeit. Selektive Widerlegung dagegen involviert das Suchen nach plausiblen Theorien, die es ermöglichen die Kritik zu diskreditieren. Ein gutes Beispiel für die Akzeptanz und Widerlegung wäre das als valide Erkennen einer Prüfung, bei der man gut abgeschnitten hat, gegen das aufmerksame Suchen nach Gründen, um eine Prüfung als invalide gelten zu lassen, bei der man schlecht abgeschnitten hat.
Übereinstimmend mit selektiver Akzeptanz und Widerlegung ist die Observation, dass Menschen Vorwürfen gegen sie eher kritisch gegenüberstehen, aber mit erhaltenem Lob nachsichtig umgehen. Menschen werden unangenehme Informationen anfechten, aber bereitwillig und ohne Fragen angenehme Information akzeptieren.

### Strategien

#### Strategisch soziale Vergleiche

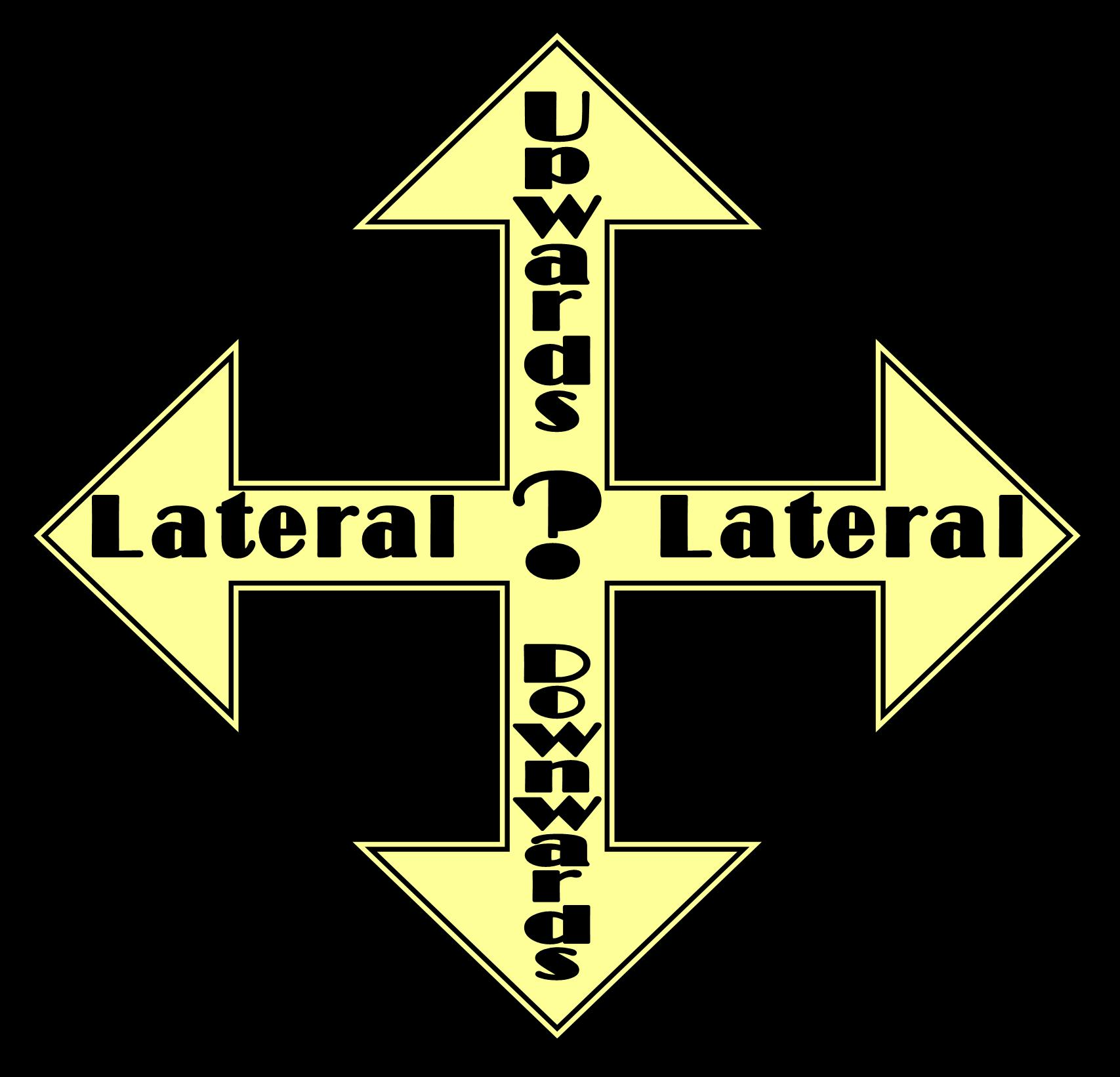
Die potentiellen Richtungen für strategisch soziale Vergleiche (aufwärts, lateral, abwärts, lateral).

Die soziale Natur der Welt, in der wir leben, bedeutet, dass Selbstbewertung nicht absolut stattfinden kann – ein Vergleich mit anderen sozialen Wesen ist unvermeidlich. Viele soziale Vergleiche finden automatisch als Folge von Umständen statt, z. B. während einer Prüfung, in der soziale Vergleiche des Intellekts mit denen stattfinden, die dieselbe Prüfung ablegen. Die Stärke des Selbstaufwertungsmotivs kann jedoch zur subjektiven Ausnutzung von Szenarien führen, um dem Selbst im Vergleich zwischen dem Selbst und anderen ein günstigeres Ergebnis zu liefern. Solche unfreiwilligen sozialen Vergleiche führen zu Selbstregulierungsstrategien.
Das Selbstwertgefühl mildert die positiven, bewertenden Konsequenzen von Vergleichen mit minderwertigen und überlegenen anderen. Menschen mit höherem Selbstwertgefühl sind optimistischer, wenn es darum geht, den Fehlern und dem Unglück von untergeordneten auszuweichen und die Erfolge bzw. das Glück von übergeordneten zu sichern.

##### Aufwärtsgerichtete soziale Vergleiche
Ein sozialer Vergleich nach oben beinhaltet den Vergleich mit einem Individuum, das als überlegen oder besser als man selbst wahrgenommen wird. Ein sozialer Vergleich nach oben mit jemandem, der als ähnlich empfunden wird, kann durch das Angleichen des Selbst und seinen (Charakter-)Eigenschaften zu einer Selbstaufwertung führen. Dies geschieht jedoch nur wenn:
- Der Unterschied zwischen dem Selbst und der Bezugsperson nicht zu groß ist;[48]
- Eine vergleichbare Fertigkeit oder Erfolg ist erreichbar;[49]
- Die Bezugsperson wird nicht als Konkurrent wahrgenommen.[50]

Wenn das Angleichen nicht als Ergebnis eines sozialen Vergleichs auftritt, kann stattdessen ein Gegensatz auftreten, der zu sozialen Vergleichen nach oben führen kann, die Inspiration liefern.

##### Abwärtsgerichtete soziale Vergleiche
Obwohl soziale Vergleiche nach oben die häufigsten sozialen Vergleiche sind, führen Menschen manchmal soziale Vergleiche nach unten durch. Abwärtsgerichtete soziale Vergleiche beinhalten den Vergleich mit einem Individuum, das als untergeordnet oder weniger qualifiziert als das Selbst wahrgenommen wird. Abwärtsgerichtete soziale Vergleiche dienen als eine Form der Ego-Verteidigung, bei der das Ego aufgrund des Überlegenheitsgefühls, das durch solche abwärtsgerichteten sozialen Vergleiche gewonnen wird, vergrößert wird.

##### Lateralgerichtete soziale Vergleiche
Lateralgerichtete soziale Vergleiche mit denen, die als dem Selbst gleichgestellt wahrgenommen werden, können ebenfalls selbstaufwertend wirken. Vergleiche mit Mitgliedern der Gruppe können zu einem Schutz vor geringem Selbstwertgefühl führen, insbesondere wenn die Gruppe benachteiligt ist.

##### Selbstevaluation-erhaltungs Theorie
Selbstaufwertung steigt und fällt in Abhängigkeit des eigenen Fähigkeitenlevels im Kontext von interpersonalen Beziehungen, dies wiederum beeinflusst interpersonale Stimmungen und Verhalten. Drei Faktoren beeinflussen die Selbstevaluation, welche Menschen machen:
- Nähe einer Beziehung: Je größer die Verbundenheit mit einer anderen Person ist, desto wahrscheinlicher wird ein Vergleich der anderen zur eigenen Leistung. Zudem wiegen die daraus geschlossenen Schlüsse schwerer.
- Persönliche Relevanz und besondere Fähigkeiten: Wenn die Domäne nicht relevant für das Selbst ist, kommt es zur Reflexion. Ist die Domäne jedoch relevant, kommt es zum Vergleich.
  - Reflexion: Man erlebt Selbstaufwertung (Stolz), wenn die andere Person gut abschneidet und man Selbstminderung, wenn die andere Person (Scham) schlecht abschneidet.
  - Vergleich: Man erlebt Selbstminderung (Demütigung), wenn die andere Person gut abschneidet und Selbstaufwertung (Triumph), wenn die andere Person schlecht abschneidet.
- Performanceniveau in der Fähigkeitendomäne.

Menschen entwickeln eine Vielzahl von Vermeidungsstrategien um mit dem Druck der Selbstevaluation umzugehen:
- Freunde und Partner wählen, die sich hervortun, aber nicht in den gleichen Domänen wie man selbst;[58]
- Informationen zurückhalten, die wahrscheinlich die Leistung des anderen in der persönlich relevanten Domäne verbessern;[59]
- Ändern der Relevanz von Leistungsdomänen, indem das Selbstkonzept verändert wird, also den Einfluss des Reflexions- und Vergleichsprozesse mäßigen.[60]
- Verbreitern oder verengen des Abstands zwischen sich selbst und anderen, selbst indem absichtlich die Schwierigkeit der Domänenrelevanten Aufgabe verändert wird.[61]

#### Strategische Deutung
Die Konzepte, welche Menschen benutzen, um sich und die soziale Welt zu verstehen, sind relativ vage. Daraus folgt, wenn soziale Vergleiche oder Schätzungen gemacht werden, können Menschen einfach und subtil ihre Deutung der Bedeutung dieser Konzepte verschieben um sich selbst aufzuwerten. Strategische Deutungen vergrößern typischerweise folgendes negatives Feedback. Eine Vielzahl an Beispielen von strategischer Deutungen existiert, eine kleine Auswahl daraus umfasst:
- Die Interpretation der Menschen, was als Tugend oder Talent gilt, geht zugunsten der Attribute, die sie besitzen. Und was als Laster oder Mangel gilt, geht zugunsten der Attribute, die ihnen fehlen.[64]
- Menschen bewerten Persönlichkeitsfeedback und wissenschaftliche Forschung als weniger glaubwürdig, wenn dies impliziert, dass sie anfällig für Krankheiten sind.[42][65]
- Faule Menschen empfinden den Rest der Welt als einigermaßen fit und gesund, während trainierte Sportler ihre Sportlichkeit als ein einziges, einzigartiges Merkmal betrachten.[66]
- Leistungsschwache eines bestimmten Bereichs neigen dazu, die Erfolge von Leistungsstarken als außergewöhnlich zu empfinden, wodurch die Schande ihrer eigenen Unfähigkeit verringert wird.[67]
- Menschen denken stärker und länger über entmutigende Ergebnisse nach, neigen eher dazu, sie bestätigen zu lassen und stehen ihnen deutlich skeptischer gegenüber.[44] Menschen reagieren jedoch nicht gleiche auf Ergebnisse, die andere erhalten haben.[68]
- Wenn Forschung den Ruf von Gruppen trübt, mit denen sich Menschen identifizieren, suchen sie nach einer statistischen Schwäche dieser Forschung.[69]
- Strategische Deutung kann auch subtiler sein. Menschen betreiben selbstverherrlichende Interpretationen nicht nur von ihren eigenen Attributen, sondern auch von anderen um im Vergleich besser zu erscheinen.

Strategische Deutungen scheinen sich um das Selbstwertgefühl zu drehen. Nach erhaltenem positivem oder negativem Feedback ändern Menschen mit hohem Selbstwertgefühl ihre Wahrnehmung über andere und richten in der Regel ihre Wahrnehmung der Fähigkeiten und Leistungen anderer in eine sich selbst aufwertende Richtung. Diejenigen, mit geringem Selbstwertgefühl, tun dies jedoch nicht. Das Selbstwertgefühl scheint die Verwendung strategischer Deutungen zu mäßigen. Strategische Deutungen wirken nicht nur auf das Selbstwertgefühl-level, sondern scheinen auch das Selbstwertgefühl zu schützen. Zum Beispiel lösen Angehörige von Minderheitengruppen, die aufgrund von ihnen entgegengebrachte negativ kulturellen Einstellung im akademischen Umfeld schlechte Leistungen erbringen, sich anschließend psychologisch von akademischen Aktivitäten und können sich auch sonst im Allgemeinen nicht mit ihnen identifizieren. Während sie dadurch ihr Selbstwertgefühl puffern, gefährden sie jedoch ihre zukünftigen sozioökonomischen Perspektiven.
Strategische Deutungen beeinflussen auch das Ausmaß, in dem man glaubt, Kategorien könnten andere Menschen charakterisieren. Es besteht eine allgemeine Tendenz anzunehmen, dass andere die eigenen Eigenschaften teilen. Trotzdem überschätzen Menschen zuverlässig die Prävalenz ihrer Mängel, z. B. zeigen sie einen verstärkten falschen Konsenseffekt und unterschätzen die Prävalenz ihrer Stärken, z. B. zeigen sie einen gegenteiligen falschen Eindeutigkeitseffekt. Menschen empfinden ihre Fehler als relativ alltäglich, aber ihre Fähigkeiten als einzigartig.

### Selbsthinderndes Verhalten
Selbsthinderndes Verhalten beschreibt das absichtliche Errichten von Hindernissen auf dem Weg des Erfolges, um die Implikationen der Leistungsauswertung zu reduzieren. Dieses Verhalten erlaubt Selbstaufbesserung in zwei Arten aufzutreten:
- Im Falle eines Misserfolges kann eine Selbstbehinderung das Selbstwertgefühl schützen, indem ein Versagen auf Hindernisse zurückgeführt wird, die man errichtet hat – Diskontierung.
- Im Falle eines Erfolgs kann Selbstbehinderung das Selbstwertgefühl fördern, indem man sich selbst, trotz der Hindernisse, die man errichtet hat, den Erfolg zuschreibt – Verstärkung.

Menschen mit geringem Selbstwertgefühl entscheiden sich für eine 'Diskontierung' als Selbstschutzmethode, um nicht als inkompetent wahrgenommen zu werden, während Menschen mit hohem Selbstwertgefühl bevorzugt 'Verstärkung' als Methode zur Selbstförderung wählen, um ihre wahrgenommene Kompetenz zu verbessern. Selbsthinderndes Verhalten wird, auch wenn es hauptsächliche im Privaten auftritt, in öffentlichen Situationen verstärkt. Selbstbehinderung ist jedoch in sozialen Situationen sehr riskant. Wenn dies herausgefunden wird, werden diejenigen, die es verwenden, der negativen Bewertung und Kritik anderer ausgesetzt.
| Selbsthinderndes Verhalten fördernde Faktoren | Selbsthinderndes Verhalten fördernde Faktoren |
| --------------------------------------------- | --- |
| Aufgabenvertrautheit                          | Unsicherheit über die Fähigkeit, ein positives Ergebnis zu erzielen, aufgrund der Erfahrung einer begrenzten Kontrolle über eine ähnliche Aufgabe. |
| Aufgabenkomplexität                           | Festhalten einer sehr starren, konkreten Theorie über die Komplexität einer Aufgabe.                                                               |
| Unsicherheit                                  | Unsicherheit über die Fähigkeit, ein positives Ergebnis zu erzielen, aufgrund des generellen Gefühls der Unsicherheit bezüglich sich selbst.       |
| Überzeugung                                   | Überzeugt sein, dass Verbesserung physikalisch möglich ist.                                                                                        |
| Wichtigkeit                                   | Eine Aufgabe oder Evaluation muss wichtig für das Selbst sein, damit selbsthinderndes Verhalten auftritt.                                          |
| Feedback                                      | (Erwartetes) Negatives Feedback macht selbsthinderndes Verhalten wahrscheinlicher, da es erlaubt jeglichen Schaden des Egos zu berichtigen.        |
| Neurotizismus                                 | Hoher Neurotizismus fördert 'Diskontierung'. |
| Gewissenhaftigkeit                            | Niedrige Gewissenhaftigkeit kann die Tendenz zu selbsthinderndem Verhalten vergrößern.                                                             |

Unabhängig von den Ursachen der Selbstbehinderung bleibt das selbstzerstörerische Endergebnis gleich – die Integrität und Qualität eines Aufgabenergebnisses oder einer Bewertung wird beeinträchtigt, damit die Bedeutung dieses Ergebnisses angenehmer erscheint. Selbsthinderndes Verhalten ist eine gute Demonstration aktiver Selbsttäuschung.
Während die Leistung einer Aufgabe für Menschen wichtig ist, handeln sie manchmal so, dass sie die Aufgabenleistung paradoxerweise beeinträchtigen. Dies geschieht entweder, um sich vor der Scham einer schlechten Leistung zu schützen, indem sie eine bequeme Ausrede erstellen (Diskontierung), oder um sich zu verbessern, indem sie trotz absichtlich kreierter Widrigkeiten erfolgreich sind (Verstärkung). Darüber hinaus kann Selbsthinderung unbeabsichtigte nachteilige Folgen haben. Selbsthinderung ermöglicht zwar die Aufrechterhaltung positiver Selbsteinschätzungen, führt jedoch zu einer Beeinträchtigung der objektiven Leistung. Schüler, die häufig Selbsthinderungsstrategien anwenden, schneiden im Verhältnis zu ihrer Eignung schlechter ab, wobei eine schlechte Prüfungsvorbereitung den Effekt herbeiführt.
Letztendlich verwenden diejenigen, die sich bereits bereitwillig auf die Möglichkeit einer schlechten Aufgabenleistung einstellen, die Strategie zur Diskontierung weniger.

## Ergebnisse
Der Effekt von Selbstaufwertungsstrategien zeigt sich in der Tendenz der Menschen, sich selbst als positiver zu sehen und eine positivere Zukunftsaussicht zu haben als andere.

### Selbstaufwertungs Triade
Menschen haben im Allgemeinen unrealistisch positive Ansichten über sich selbst. Solche schmeichelhaften Ansichten lassen sich oft sauber in die sogenannte Triade der positiven Illusionen einordnen. Die drei fraglichen Illusionen sind 'Überdurchschnittlich-Effekt', 'Kontrollillusion' und unrealistischer Optimismus. Diese Illusionen können in vielen Situationen wiederholt werden und sind äußerst widerstandsfähig gegen Revisionen. Ironischerweise betrachten sich die Menschen, wenn sie über das Vorhandensein solcher Illusionen informiert werden, im Allgemeinen als weniger anfällig für diese als andere.

#### Überdurchschnittlich-Effekt
Der Besser-als-durchschnittlich-Effekt ist der häufigste Beweis für den Überdurchschnittlich-Effekt. Es ist ein äußerst robuster Effekt, wie die Tatsache zeigt, dass das Selbst selbst dann noch günstiger wahrgenommen wird, wenn die Kriterien, nach denen das Selbst und andere beurteilt werden, identisch sind. Dinge, die dem Selbst nahe stehen, nehmen auch die wahrgenommene Überlegenheit des Überdurchschnittlich-Effekts an. Die Menschen schätzen sowohl ihre engen Beziehungen als auch ihre persönlichen Besitztümer über die anderer. Wenn ein Ergebnis jedoch als hoch qualifiziert wahrgenommen wird, lassen Menschen Vorsicht walten und zeigen einen schlechter-als-durchschnitt-Effekt. Die Mehrheit der Menschen würde sich beispielsweise in Bezug auf die Einradfähigkeit als unterdurchschnittlich bewerten.

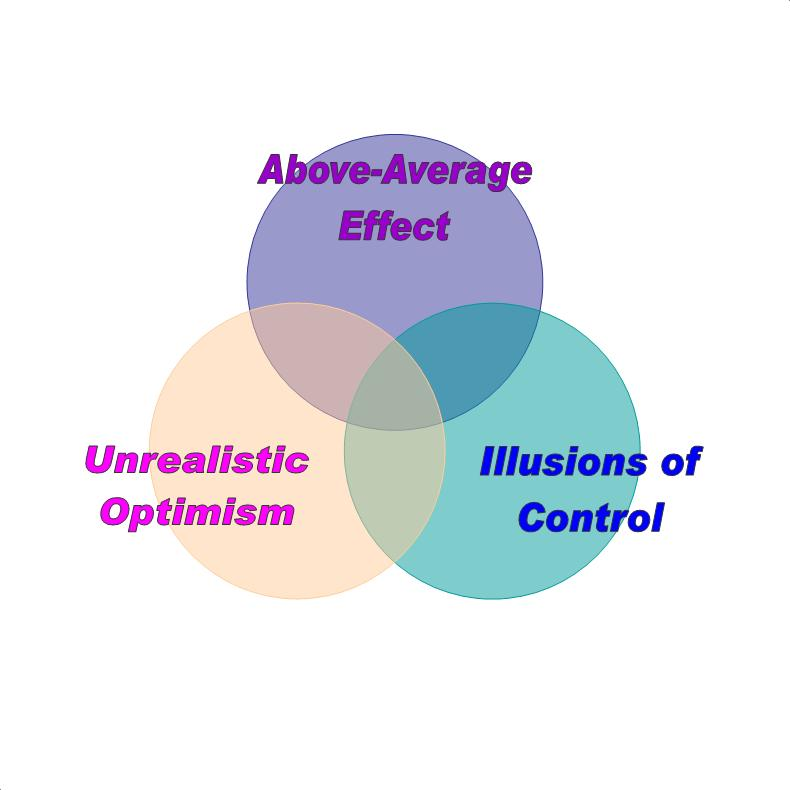
Die drei Teile der Selbstaufwertungstriade (Überdurchschnittlich-Effekt, unrealistischer Optimismus, Kontrollillusion)

Die Illusion des Überdurchschnittlich-Effekts beruht auf der Tatsache, dass nicht jeder überdurchschnittlich sein kann – sonst wäre der Durchschnitt nicht der Durchschnitt! Die Mehrheit der Menschen, die sich selbst als besser bewerten als die Mehrheit der Menschen, erscheint nicht ganz plausibel und ist in einigen Situationen zu 100 % unmöglich. Wenn eine Verteilung symmetrisch ist, d. H. Mittelwert = Median = Modus, ist es statistisch unmöglich, dass die Mehrheit der Menschen überdurchschnittlich ist, da jeder der drei Durchschnittswerte gleich dem 50. Perzentil ist. In einer nicht symmetrischen Verteilung, d. h. Mittelwert <Median <Modus oder Modus <Median <Mittelwert, ist es statistisch unmöglich, dass die Mehrheit der Menschen überdurchschnittlich ist, wenn der Durchschnitt als Median angenommen wird, da der Median das 50. Perzentil darstellt oder der Mittelpunkt der Daten. In einer nicht symmetrischen Verteilung, in der der Durchschnitt entweder als Mittelwert oder als Modus angenommen wird, kann der überdurchschnittliche Effekt statistisch plausibel sein. In einigen Situationen kann die Mehrheit der Menschen überdurchschnittlich sein.
Menschen zeigen auf viele verschiedene Arten Selbstaufwertung in Form des Überdurchschnittlich-Effekts. Es ist typisch, dass Menschen behaupten, bei einer Aufgabe mit positiven oder wünschenswerten Ergebnissen überdurchschnittlich und bei einer Aufgabe mit negativen oder unerwünschten Ergebnissen unterdurchschnittlich zu sein.
Einige der zahlreichen dokumentierten Beispiele für den Überdurchschnittlich-Effekt umfassen Beobachtungen, die:
- Die meisten Universitätsstudenten sehen sich in Bezug auf soziale Umgangsformen, sportliche Fähigkeiten und Führungsqualitäten weit über dem 50. Perzentil.[98][99][100]
- Selbst Leistungsträger des 12. Perzentils in Bereichen wie Grammatik und Logik betrachten sich als Leistungsträger des 62. Perzentils.[101]
- 94 % der Universitätsprofessoren glauben, dass ihre Lehrfähigkeit überdurchschnittlich ist.[102]
- Studenten in Großbritannien und den USA betrachten sich als überdurchschnittliche Fahrer.[103] Selbst Fahrer, die nach Unfällen ins Krankenhaus eingeliefert wurden, glauben weiterhin, dass sie nicht schlechter sind als normale Fahrer.[104]
- Selbst wenn Menschen über den überdurchschnittlichen Effekt informiert werden, bewerten sie sich selbst als weniger anfällig für solche Vorurteile als andere.[105]

#### Kontrollillusion
Menschen überschätzen die Kontrolle, welche sie über Ergebnisse und Eventualitäten haben, und sehen ihre Handlungen als einflussreich an, selbst wenn sie tatsächlich keine Rolle spielen. Menschen stehen auch zu ihrer offensichtlichen Überzeugung, dass sie die Ergebnisse von inhärent zufälligen Systemen, beispielsweise Lotterien, beeinflussen können, insbesondere wenn solche Systeme Merkmale besitzen, die typischerweise mit kompetenzbasierten Aufgaben verbunden sind. Selbst wenn Ergebnisse durch Handlungen im geringen Maße beeinflusst werden können, überschätzen Menschen das Ausmaß dieser Handlungen zuverlässig.

#### Unrealistischer Optimismus
Menschen glauben normalerweise, dass ihr Leben eine größere Anzahl positiver Erfahrungen und weniger negative Erfahrungen enthalten wird als das Leben anderer. Sie haben den gleichen unrealistischen Optimismus, jedoch in geringerem Maße für andere, die eng miteinander verbunden sind, wie romantische Partner und enge persönliche Freunde.
Unrealistischer Optimismus zeigt sich in den Verhaltensweisen und Überzeugungen von Menschen in vielen verschiedenen Situationen. Menschen überschätzen sowohl ihre Fähigkeit, die Zukunft vorherzusagen, genauso wie sie auch unterschätzen, wie lange sie brauchen werden, um eine Vielzahl von Aufgaben zu erledigen. Menschen überschätzen auch die Genauigkeit ihrer sozialen Vorhersagen und vergeben Wahrscheinlichkeitsadverbien höhere Interpretationswerte für persönliche positive Ergebnisse und niedrigere Interpretationswerte für persönliche negative Ergebnisse. Raucher unterschätzen – alarmierenderweise – ihr Krebsrisiko sowohl im Vergleich zu Nichtrauchern als auch im Vergleich zu anderen Rauchern.

### Nutzen und Kosten für den Einzelnen
Es gibt Kontroversen darüber, ob Selbstaufwertung adaptiv oder maladaptiv ist. Eine einzige Operationalisierung der Selbstaufwertung kann durch eine Vielzahl von Motiven beeinflusst und somit sowohl mit positiven als auch mit negativen Ergebnissen koordiniert werden. Diejenigen, die ihre Leistung falsch wahrnehmen (Selbstaufwerter und Selbstabwerter), haben tendenziell eine geringere akademische Leistung und eine geringere spätere Leistung. Diese Ergebnisse scheinen kulturell universell zu sein. Sicherlich ist es eine falsche Annahme, Selbstaufwertung mit Depression in Verbindung zu bringen.
In einigen Studien wurde gezeigt, dass die Selbstaufwertung einen positiven Zusammenhang mit einer guten psychischen Gesundheit hat und in anderen, dass die Selbstaufwertung einen Zusammenhang mit einer schlechten psychischen Gesundheit aufweist. Selbstaufwertung kann auch soziale 'Kosten' verursachen. Während die Terroranschläge vom 11. September die Belastbarkeit von Überlebenden förderte, wurden diejenigen, die sich selbst aufwerteten, von Freunden und Familie als weniger sozial angepasst und ehrlicher eingestuft.

## Einschränkungen

### Plausibilität
Selbstaufwertung lebt von der Unbestimmtheit oder Zweideutigkeit der Beweise. Wo jedoch die Kriterien streng definiert werden, verringert sich die Selbstaufwertung normalerweise. Beispielsweise nimmt der 'Überdurchschnittlich-Effekt' ab, je klarer man das verglichene Merkmal definiert und veranschaulicht. Zudem gilt, je einfacher sich ein Verhalten oder eine Eigenschaft überprüfen lässt, desto weniger wird diese Eigenschaft einer Selbstaufwertung unterliegen. Die Plausibilität eines Merkmals oder einer Eigenschaft angesichts realer Beweise mildert den Grad, in dem die Selbstaufwertung dieses Merkmals auftritt. Das selektive Abrufen von Fällen wünschenswerter Merkmale wird durch die tatsächliche Bedeutung dieser Merkmale für das Individuum in der Realität gemildert.
Wenn Plausibilität die Auswirkungen der Selbstverbesserung verringert, müssen unerwünschte Fakten häufig akzeptiert werden, wenn auch widerstrebend. Dies tritt typischerweise auf, wenn alle möglichen Interpretationen der fraglichen Fakten vorgenommen wurden. Der Grund für diese unwillige Akzeptanz ist die Aufrechterhaltung eines effektiven sozialen Funktionierens, wo eine uneingeschränkte Selbstvergrößerung die Akzeptanz sonst verhindern würde. Menschen werten sich weiter auf, solange sie glauben, damit durchzukommen.
Die Einschränkung der Plausibilität für die Selbstaufwertung besteht, weil die Neigung zur Selbstaufwertung nicht ausgebeutet werden kann. Selbstverbesserung funktioniert nur unter der Annahme von Rationalität – die eigene Selbstaufwertung zuzugeben untergräbt jegliche Schlussfolgerungen und jede Möglichkeit, an seine Fassade zu glauben, da Selbstaufwertung nach legitimen rationalen Prozessen als wirklich überprüfbare und akkreditierte Verbesserung fungiert.

### Stimmung
Sowohl positive als auch negative Stimmungen können das Vorhandensein des Motivs der Selbstaufwertung verringern. Die Auswirkungen der Stimmung auf die Selbstaufwertung können beispielsweise durch eine negative Stimmung, welche die Verwendung von Selbstaufwertungstaktiken an sich erschwert, und durch eine positive Stimmung, die ihre Verwendung überhaupt weniger notwendig macht, erklärt werden.
Das Einsetzen einer positiven Stimmung kann Menschen für negatives Feedback empfänglicher machen. Das Erinnern an vergangene Erfolge wird mit der Erwartung begleitet, positive Rückmeldungen erneut zu erhalten, um damit vermutlich ihre Stimmung zu dämpfen.
Depression hat einen deutlichen Zusammenhang mit einer Abnahme des Selbstaufwertungsmotiv. Depressive Patienten können sich als Reaktion auf negatives Feedback weniger selbst aufwerten als nicht-depressive Vergleichssubjekte. Eine depressive Disposition verringert die Diskrepanz zwischen der selbsteingeschätzen Tugenden und den Einschätzungen eines neutralen Beobachters, und zwar durch zunehmende Bescheidenheit. Kontrollillusionen werden durch Melancholie gemildert. Während die Selbsteinschätzung von Depressiven eher mit der von neutralen Beobachtern übereinstimmt als die Selbsteinschätzung von Normalen, stimmen die Selbsteinschätzung von Normalen eher mit der von Freunden und Familie überein als die Selbsteinschätzung von Depressiven.

### Sozialer Kontext und Beziehungen
Das Motiv zur Selbstaufwertung hängt von vielen sozialen Situationen oder Beziehungen ab und den Menschen, die sich daran beteiligen. Abhängig von solchen sozialen Kontexten können viele verschiedene Verkörperung der Selbstaufwertung auftreten:
- Das Motiv der Selbstaufwertung ist bei Interaktionen mit nahen und bedeutenden Personen schwächer.
- Wenn Freunde (oder frühere Fremde, denen man inzwischen vertraut ist) bei einer Aufgabe zusammenarbeiten, weisen sie keine eigennützige Zuschreibungsverzerrung auf.
  - Zufällige Bekannte und richtige Fremde weisen jedoch eine eigennützige Zuschreibungsverzerrung auf.[126]
  - Wenn in einer Beziehung keine eigennützige Tendenz gezeigt wird, wird durch einen Vertrauensmissbrauch in der Beziehung die eigennützige Tendenz wiederhergestellt. Dies entspricht der Feststellung, dass die Beziehungszufriedenheit umgekehrt mit dem Vertrauensmissbrauch korreliert.[135]
- Sowohl die gegenseitige Sympathie als auch eine Erwartung an Gegenseitigkeit scheint Zuvorkommenheit in Gegenwart anderer zu vermitteln.[136]
- Während Menschen dazu neigen, sich vor Fremden prahlerisch zu präsentieren, verschwindet diese Neigung in Gegenwart von Freunden.[127]
- Andere, die dem Selbst nahe stehen, werden im Allgemeinen höher bewertet als andere.[137]

### Kultur
Die psychologische Arbeitsweise wird durch den Einfluss der Kultur gemildert. Es gibt viele Belege für eine kulturspezifische Sichtweise der Selbstaufwertung.
| Westlter typischerweise...                                                          | Ostlter typischerweise                                                             |
| ----------------------------------------------------------------------------------- | ---------------------------------------------------------------------------------- |
| Priorisieren Interdependenz                                                         | Prioritise Interdependenz                                                          |
| Gewichten individuelle Werte höher                                                  | Gewichten kollektive Werte höher                                                   |
| Haben überhöhte Ansichten über die eigene Leistung                                  | Haben weniger überhöhte Ansichten über die eigene Leistung                         |
| Betonen innerliche Eigenschaften                                                    | Betonen Eigenschaften der Beziehung                                                |
| Zeigen Selbstaufwertung auf die Selbstkritik überschattet                           | Zeigen Selbstkritik die Selbstaufwertung überschattet                              |
| Geben spontan öfter positive Selbstbeschreibungen                                   | Geben spontan öfter negative Selbstbeschreibungen                                  |
| Machen weniger selbstmissbilligende soziale Vergleiche                              | Machen öfter selbstmissbilligende soziale Vergleiche                               |
| Halten öfter unrealistisch optimistische Ansichten der Zukunft                      | Halten seltener unrealistisch optimistische Ansichten der Zukunft                  |
| Zeigen eine Neigung zur selbstnützigen Eigenschaftszuschreibung                     | Zeigen keine Neigung zur selbstnützigen Eigenschaftszuschreibung                   |
| Zeigen wenig Verlangen zur Selbstverbesserung durch Selbstkritik                    | Zeigen ein starkes Verlangen nach Selbstverbesserung durch Selbstkritik            |
| Sind bestrebt ein besseres Ergebnis als der Klassenkamerad zu erhalten              | Sind zurückhaltend darin, ein besseres Ergebnis als der Klassenkamerad zu erzielen |
| Weisen reflexhaft negatives Feedback zurück                                         | Bestätigen bereitwillig negatives Feedback                                         |
| Bleiben nach initialem Erfolg eher hartnäckig                                       | Bleiben nach initialem Rückschlag eher hartnäckig                                  |
| Betrachten Aufgaben, in welchen sie erfolgreich sind, als eher als diagnostizierend | Betrachten Aufgaben, in welchen sie versagen, als eher diagnostizierend            |
| Werten sich selbst in der Mehrheit der Personalitätsdimensionen auf                 | Werten sich selbst nur in einigen Personalitätsdimensionen auf                     |
| Werten individuelle Eigenschaften auf                                               | Werten kollektive Eigenschaften auf                                                |

Selbstaufwertung scheint ein Phänomen zu sein, das sich weitestgehend auf westliche Kulturen beschränkt, in denen die sozialen Bindungen lockerer sind als im Osten. Dies steht im Einklang mit empirischen Belegen, welche die Beziehungsnähe als Einschränkung der Selbstaufwertung hervorheben. Das Motiv der Selbstverbesserung als Streben nach einer Selbsteventualität kann auch eine Vielzahl von psychologischen Prozessen, sowohl in unabhängigen als auch in voneinander abhängigen Kulturen, mäßigen.
Es gibt jedoch Anzeichen dafür, dass Selbstaufwertung in voneinander abhängigen Kulturen nicht vollständig ausbleibt. Chinesische Schulkinder bewerten die eigene Kompetenz als hoch, und taiwanesische Arbeitnehmer bewerten sich selbst günstiger als ihre Arbeitgeber. Beide Beispiele zeigen sich selbst aufwertende Tendenzen in östlichen Kulturen.
Eine mögliche Erklärung für die beobachteten Unterschiede in der Selbstaufwertung zwischen den Kulturen ist, dass sie durch Unterschiede in der Art und Weise auftreten können, wie offen oder taktisch auf das Motiv der Selbstaufwertung reagiert wird, und nicht auf Unterschiede in der Stärke des Motivs. Alternativ kann die Selbstaufwertung nur in Bezug auf die Merkmale dargestellt werden, die von Einzelpersonen als wichtig erachtet werden, wenn sie sich bemühen, ihre kulturell vorgeschriebenen Rollen zu erfüllen.
Die Frage, ob die Selbstaufwertung universell oder spezifisch für westliche Kulturen ist, wurde in der modernen Literatur von zwei Forschern bestritten – Constantine Sedikides und Steven Heine. Sedikides argumentiert, dass Selbstaufwertung universell ist und dass sich verschiedene Kulturen in Bereichen, die für ihre Kultur wichtig sind, selbst aufwerten. Heine hingegen beschreibt die Selbstaufwertung als ein überwiegend westliches Motiv.

### Weitere Motive
Es ist übertrieben zu sagen, dass Selbstaufwertung das dominierende Selbstbeurteilungsmotiv ist. Es gibt viele Kontroversen hinsichtlich der Unterscheidung zwischen den Selbstbeurteilungsmotiven, und es gibt Situationen, in denen Motive neben der Selbstaufwertung Vorrang haben.
1. Das Selbsteinschätzungsmotiv wird häufig dem Selbstverbesserungsmotiv gegenübergestellt. Dies liegt an der relativen Anpassungsfähigkeit jedes Ansatzes innerhalb sozialer Interaktionen.
2. Das Selbstverifizierungsmotiv wird häufig von Befürwortern der Selbstaufwertung infragegestellt, da es oft als nicht durchführbar und somit als nicht plausibel erscheint.
3. Das Selbstverbesserungsmotiv wird oft als die physische Manifestation des Selbstverbesserungsmotivs angesehen, d. h. der Akt des Erreichens gewünschter positiver Selbstansichten.

Wenn sich die Echtheit über sich selbst verschlechtert oder ändert, wird es allmählich weniger machbar, alle Motive gleichzeitig zu befriedigen.
In einem Versuch, die Selbstbeurteilungsmotive (ohne Selbstverbesserung) zu vergleichen, wurde eine Selbstreflexionsaufgabe eingesetzt. Die Teilnehmer wurden gebeten, die Frage zu wählen, die sie sich höchstwahrscheinlich selbst stellen würden, um festzustellen, ob sie ein bestimmtes Persönlichkeitsmerkmal besaßen. Im Großen und Ganzen haben sich die Probanden mehr selbst aufgewertet als sie selbst eingeschätzt oder verifiziert haben. Die Probanden entschieden sich für eher diagnostische Fragen im Bezug auf zentrale, positive Merkmale als für zentrale, negative und beantworteten zentrale, positive gegenüber negativen Fragen häufiger mit Ja. Außerdem verifizierten sich die Probanden mehr als sie sich selbst einschätzten und wählten insgesamt mehr Fragen zu bestimmten zentralen Merkmalen als zu relativ unsicheren peripheren Merkmalen.

### Andere Faktoren
- Kognitive Belastung: Wenn sich Menschen in Situationen großer kognitiver Belastung befinden, steigt die Tendenz zur Selbstaufwertung fast instinktiv an. Menschen sind schnell damit einverstanden positive Eigenschaften zu besitzen und langsamer darin negative Eigenschaften abzulehnen.[165][166]
- Modifizierbarkeit: Wenn ein Merkmal oder eine Eigenschaft als unveränderlich angesehen wird, sind Menschen selbstaufwertender, als wenn sie das Merkmal als modifizierbar wahrnehmen.[167]
- Diagnose: Wenn ein Merkmal oder eine Eigenschaft als hochdiagnostisch angesehen wird, ist es weniger wahrscheinlich, dass sich jemand darin selbst aufwertet, aus Angst, beim verwerflichen Versuch zur Selbstaufwertung ertappt zu werden.[126][127]